# Condrito H

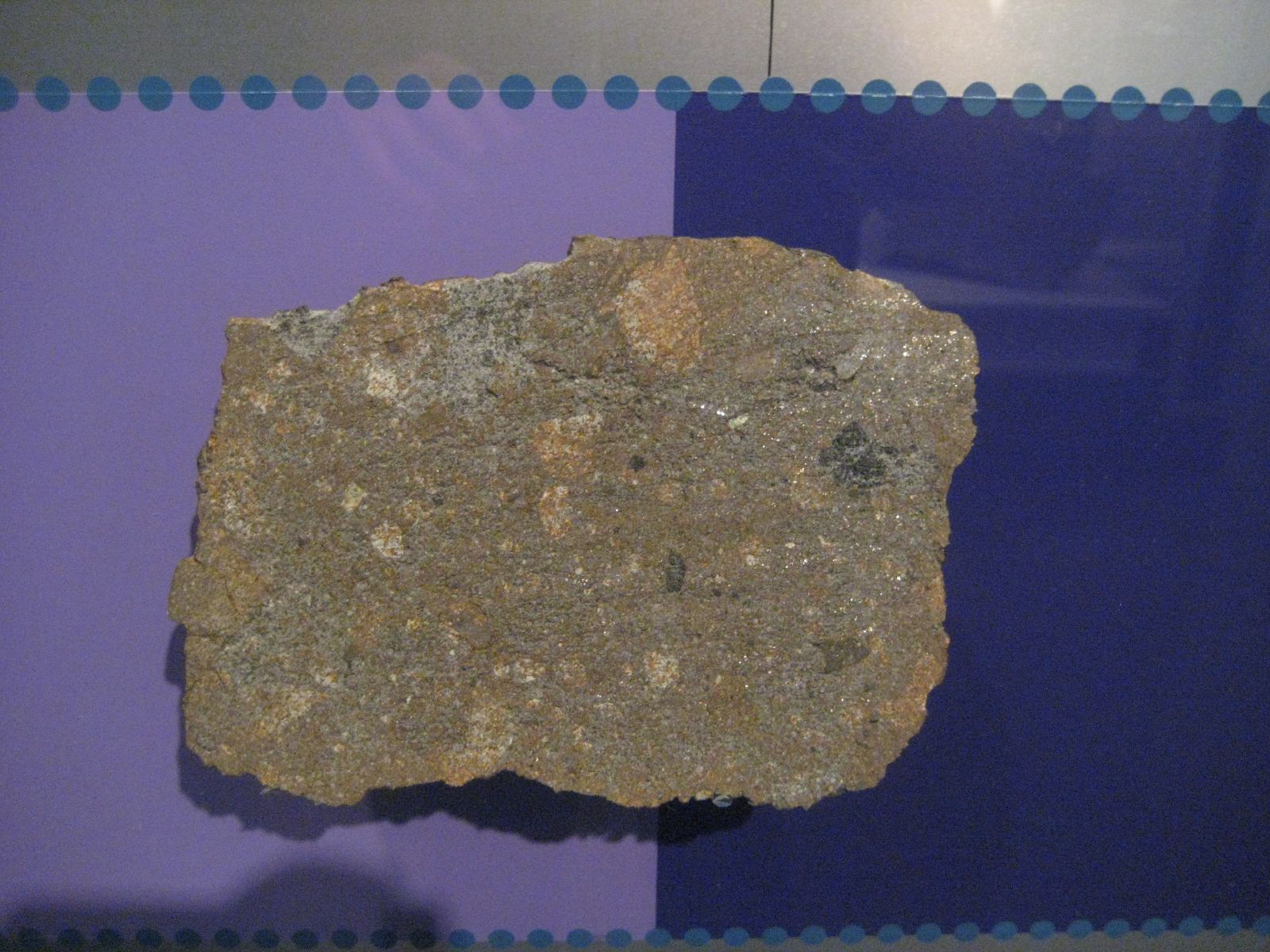
Meteorito Weston, H4

Condrito H é uma classe de condritos ordinários. Ele é o tipo de meteorito mais comum, representando cerca de 40% de todos os meteoritos, 46% dos condritos ordinários e 44% de todos os condritos.
Condritos H têm alta abundância de ferro em relação aos outros condritos, que é  cerca de 25-31% do peso total do condrito. Mais da metade disso está na forma metálica, o que deixa os condritos H fortemente magnéticos.